# بخش د کمپانا
بخش د کمپانا (به اسپانیایی: Partido de Campana) یک منطقهٔ مسکونی در آرژانتین است که در استان بوئنوس آیرس واقع شده‌است. بخش د کمپانا ۹۸۲ کیلومتر مربع مساحت و ۸۳٬۶۹۸ نفر جمعیت دارد.